# Hadashi no Gen 2
Barefoot Gen 2 (はだしのゲン2 Hadashi no Gen 2) es una película de animación japonesa de acción y drama estrenada el 14 de junio de 1986. Es la secuela de Barefoot Gen, y está parcialmente basada en el manga del mismo título escrito por Keiji Nakazawa.

## Sinopsis
La historia comienza en 1948, tres años después del final de la primera película, con Gen, su madre y su hermano adoptivo Ryuta intentando sobrevivir en una Hiroshima completamente arrasada, al igual que el resto de Japón, después de la Segunda Guerra Mundial.
Mientras que la película anterior se centró más en el efecto inmediato de la bomba atómica en Hiroshima, la segunda se enfoca principalmente en los problemas a largo plazo que afrontaron los supervivientes, entre los que se cuentan la devastación de la economía y las infraestructuras japonesas, la falta de alimentos, el desempleo, la escasez de vivienda y las enfermedades causadas por la radiación de la bomba atómica Little Boy.

## Reparto
| Actor            | Personaje        | Notas                           |
| ---------------- | ---------------- | ------------------------------- |
| Issei Miyazaki   | Gen Nakaoka      |                                 |
| Yoshie Shimamura | Kimie Nakaoka    | madre de Gen                    |
| Masaki Kōda      | Ryuta Nakaoka    | hermano pequeño adoptivo de Gen |
| Masaki Kōda      | Shinji Nakaoka   | hermano pequeño de Gen          |
| Seiko Nakano     | Eiko Nakaoka     | hermana mayor de Gen            |
| Takao Inoue      | Daikichi Nakaoka | padre de Gen                    |
| Katsuji Mori     | Seiji            |                                 |
| Junji Nishimura  | Boku-san         |                                 |
| Kei Nakamura     | Masa             |                                 |
| Taeko Nakanishi  | Hana             |                                 |
| Takami Aoyama    | Katsuko          |                                 |
| Kōichi Kitamura  | Suekichi         |                                 |

La película nunca fue doblada al español; sin embargo, se puede encontrar subtitulada en Internet.